# Сьвйонтковиці (Лодзинське воєводство)
Сьвйонтковиці (пол. Świątkowice) — село в Польщі, у гміні Лютутув Верушовського повіту Лодзинського воєводства.
Населення — 272 особи (2011).
У 1975-1998 роках село належало до Серадзького воєводства.

## Демографія
Демографічна структура станом на 31 березня 2011 року:
|          | Загалом | Допрацездатний вік | Працездатний вік | Постпрацездатний вік |
| -------- | ------- | ------------------ | ---------------- | -------------------- |
| Чоловіки | 130     | 31                 | 92               | 7                    |
| Жінки    | 142     | 28                 | 86               | 28                   |
| Разом    | 272     | 59                 | 178              | 35                   |